# Kisselbach (Aula)
Der Kisselbach ist ein 5,6 km langer Zufluss der Aula im Landkreis Hersfeld-Rotenburg in Hessen (Deutschland).

## Verlauf
Der Bach hat zwei Quellen, etwa 350 m voneinander entfernt, auf 528 und 536 m Höhe am Südhang der Krötenkuppe (581,2 m) im Knüll (Naturraum-Haupteinheit 356), 3,5 km nördlich von Frielingen, einem Ortsteil von Kirchheim.
Der westliche der beiden Quellbäche verläuft anfangs nach Ostsüdosten und nimmt dabei zwei kleinere, von rechts herankommende Bächlein auf, ehe er sich nach etwa 600 m Fließstrecke mit dem östlichen Quellbach vereinigt, der hier, von Norden kommend, etwa die gleich Fließstrecke zurückgelegt hat. Der Kisselbach verläuft danach etwa 450 m in südsüdwestlicher Richtung, biegt dann (unweit der Stelle einer früheren Erzwäsche oder Erzpoche) nach Südsüdosten um, dabei stets durch ein beidseitig von dichtem Wald gesäumtes Tal mit schmalem Wiesengrund fließend. Nach etwa 1 km nimmt er einen von Nordosten in einem kurzen Seitental zwischen Schnegelsberg und Mittelberg herbeikommenden kleinen Zufluss auf. Unmittelbar südlich davon befand sich 341 m über NHN die seit dem späten Mittelalter wüste Siedlung Heiligenborn.
Nach weiteren etwa 1,75 km verlässt der Bach ostnordöstlich von Frielingen bei zwei am Waldrand gelegenen Fischteichen das Waldgebiet und schwenkt in zwei langgezogener Kurven erst nach Südosten und dann nach Südsüdosten um. Etwa 1,5 km nach dem Passieren der Fischteiche erreicht er Heddersdorf, das er in Nord-Süd-Richtung durchquert, dabei die Bundesstraße 454 unterquerend. Schließlich mündet der Kisselbach etwa 250 m südlich des Dorfs in die Aula, einen Nebenfluss der Fulda.